# Gaius Iulius Proclus
Gaius Iulius Proclus war ein antiker römischer Unternehmer zur Mitte des 2. Jahrhunderts.
Gaius Iulius Proclus war Besitzer einer Werkstatt, in der Keramikerzeugnisse hergestellt wurden. Seine Berufsbezeichnung dafür lautete lateinisch sigillarius. Die Werkstatt befand sich in Ampelum (heute Zlatna). Sie ist heute vor allem für ihre glasierten Statuetten mit der Szene einer mithraischen Opferzeremonie sowie Tonlampen in Form des Fruchtbarkeitsgottes Priapos bekannt. Viele der Stücke sind signiert, wobei dies in den meisten Fällen durch einen Stempel mit der akronymen Abkürzung GIP geschah.